# Enciclopedia Penguin del horror y lo sobrenatural
The Penguin Encyclopedia of Horror and the Supernatural (Enciclopedia Penguin del horror y lo sobrenatural) es una obra de referencia en inglés sobre la ficción de terror en la literatura y en otras artes. El libro fue publicado en 1986 por la editorial estadounidense Viking Press, al cuidado del especialista Jack Sullivan.

## Contenido
El propósito declarado del editor a la hora de compilar las colaboraciones para la obra, señala Sullivan en su prólogo, es el de «reunir en un solo volumen a muchos practicantes del género y sus contribuciones a las artes». Además de la literatura y el arte de narración de cuentos, el libro incluye muchas entradas acerca del terror en medios como el cine, la música, la ilustración, la arquitectura, la radio y la televisión. Una aportación decisiva es la inclusión de más de cincuenta ensayos de cierta extensión, además de las seiscientas entradas más cortas que cubren a autores, compositores y directores de cine y actores, entre otras categorías.
Más de sesenta escritores de primera línea en el medio aportaron contribuciones al libro. Entre ellos se cuentan Everett F. Bleiler, Ramsey Campbell, Gary William Crawford, John Crowley, Thomas M. Disch, Ron Goulart, S. T. Joshi, T. E. D. Klein, Kim Newman, Darrell Schweitzer, Whitley Strieber, Timothy Sullivan, Colin Wilson y Douglas E. Winter. Jacques Barzun proporcionó la larga introducción: "The Art and Appeal of the Ghostly and Ghastly" ("El arte y el atractivo de lo fantasmal y espantoso").
Con el fin de proporcionar el más amplio panorama posible sobre del miedo, el terror y el horror a lo largo de los siglos, el libro cuenta con numerosas entradas sobre artistas «de primer orden» que, según Sullivan, «han incursionado o se han sumido directamente en el horror», como Charles Baudelaire, Thomas Hardy, Henry James, Franz Kafka, Edith Wharton, Serguéi Prokófiev, Charles Dickens, Heinrich von Kleist, Herman Melville, Joyce Carol Oates, Franz Liszt, Arnold Schönberg, William Butler Yeats e Isaac Bashevis Singer, entre otros.
Cientos de entradas proporcionan valiosa información sobre autores decididamente terroríficos como William Beckford, a cargo de E. F. Bleiler, Ambrose Bierce, Shirley Jackson y Algernon Blackwood, a cargo de Jack Sullivan, Ramsey Campbell, a cargo de Robert Hadji, Robert W. Chambers y Arthur Machen, por T. E. D. Klein, James Herbert, por Ramsey Campbell, Stephen King, por Don Herron, Ann Radcliffe, por Devendra P. Varma, y Peter Straub, por Patricia Skarda.
Dentro de los ensayos temáticos encontramos: "Arkham House" por T. E. D. Klein, "La tradición continental", por Helen Searing, "Los poetas románticos ingleses", de John Calhoun, "La Edad de Oro de la historia de fantasmas", de Jack Sullivan, "Ilustración", de Robert Weinberg, "Opera", de Arthur Paxton, "Los pozos del terror", por Ramsey Campbell, "Las revistas pulp", por Ron Goulart, "Los fantasmas de Shakespeare", de John Crowley, "Terror urbano y rural", por Douglas E. Winter, y "Zombies", de Hugh Lamb.
Los trabajos relacionados con el cine y la televisión incluyen: El abominable Dr. Phibes, "Tod Browning", "Brian De Palma", Eraserhead, Inferno, "Boris Karloff", La noche de los muertos vivientes, "Roman Polanski", Suspiria y El hombre lobo.
El libro fue reimpreso en 1989 por Random House.

## Recepción
La obra ha recibido críticas abiertamente negativas, como las de Rosemary Pardoe al poco de publicarse: «Contiene tantos errores que no se puede confiar en ningún dato contenido en el libro sin verificarlo antes en otra parte». Pero también se ha destacado: «La enciclopedia ha sido criticada por su falta de equilibrio editorial, pero las deficiencias se compensan con excelentes ensayos críticos a cargo de E. F. Bleiler, Richard Dalby y otros».